# Màquina de crispetes

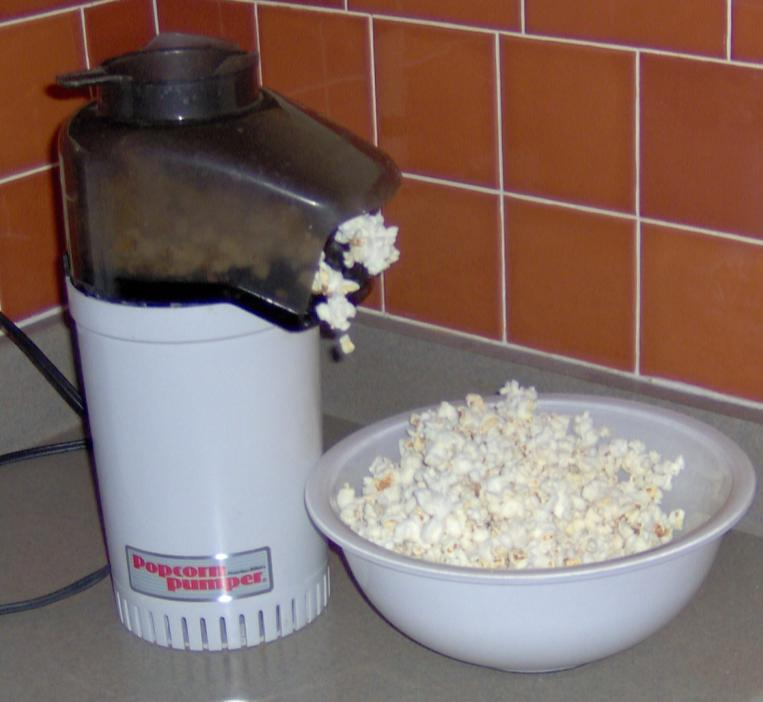
Una màquina d'aire calent

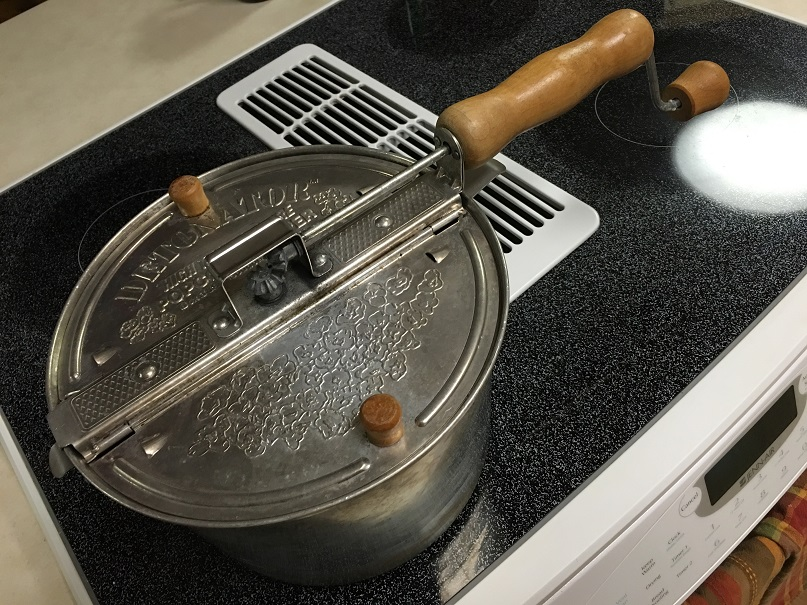
Detonator de crispetes

Una màquina de crispetes de blat de moro és una màquina que s'utilitza per fer crispetes de blat de moro. Des de l'antiguitat, les crispetes de blat de moro han estat un aperitiu popular, produït a través de l'expansió explosiva dels grans de blat de moro escalfat (blat de moro). Les màquines comercials de crispetes de blat de moro a gran escala van ser inventades per Charles Cretors a finals del segle xix. També existeixen molts tipus de mètodes casolans a petita escala per fer esclatar blat de moro.
Les màquines comercials de crispetes de blat de moro es troben habitualment a les sales de cinema i carnavals, produint crispetes de blat de moro en una paella d'oli calent, de manera que aproximadament el 45% de les calories es deriven del greix. Les crispetes d'aire calent per a ús domèstic van aparèixer a finals dels anys setanta; aquestes produeixen crispetes de blat de moro amb només un 5% de les seves calories derivades del greix.
La majoria de crispetes de blat de moro venudes per al consum domèstic ara s'envasen en una bossa de crispetes de blat de moro per a microones per utilitzar-les en un forn de microones. Com a resultat, la popularitat dels fabricants de crispetes per a ús domèstic ha disminuït molt en les últimes dècades.

## Història

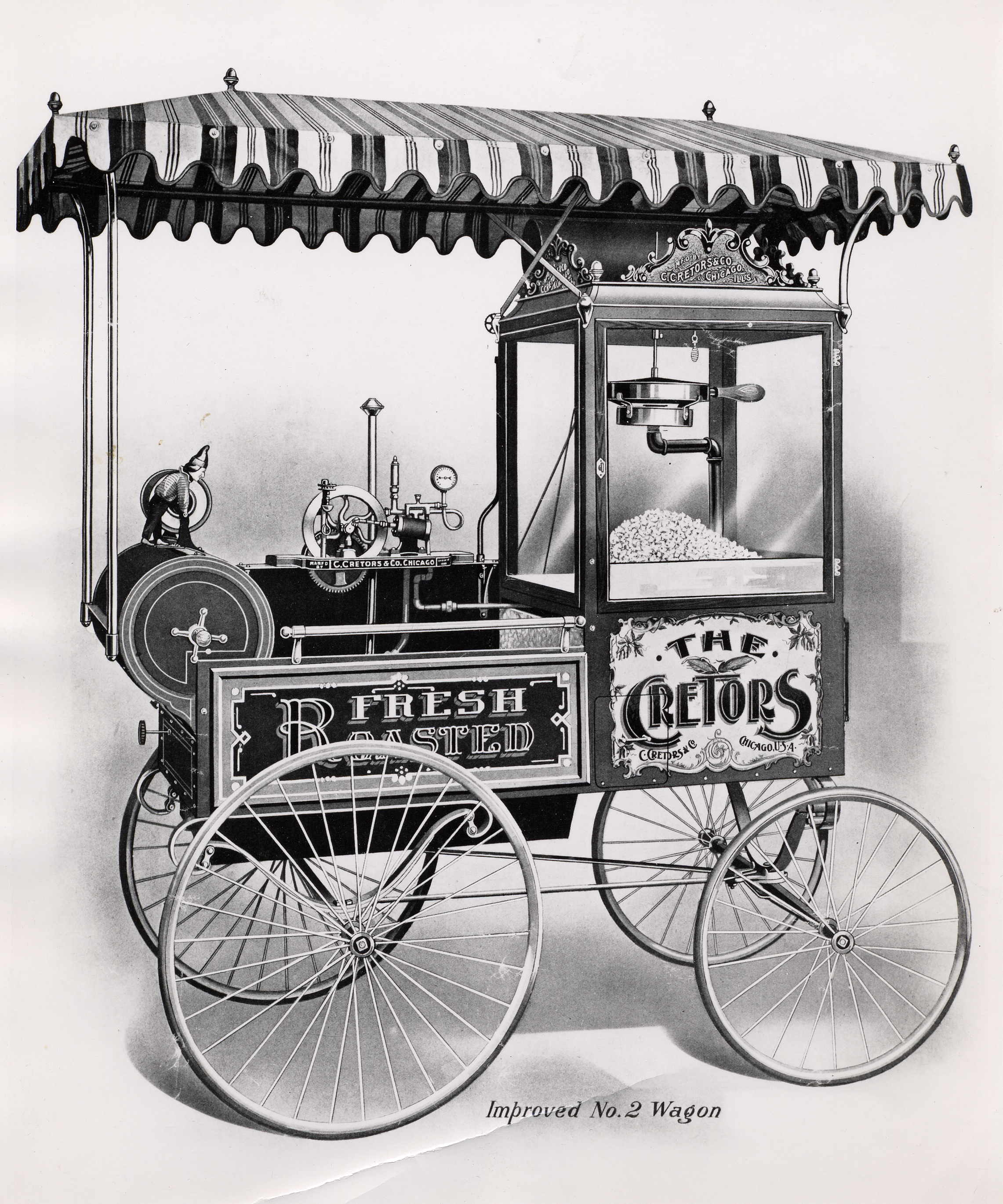
Una primera màquina de crispetes de blat de moro en un carro de carrer, inventada a la dècada de 1880 per Charles Cretors a Chicago

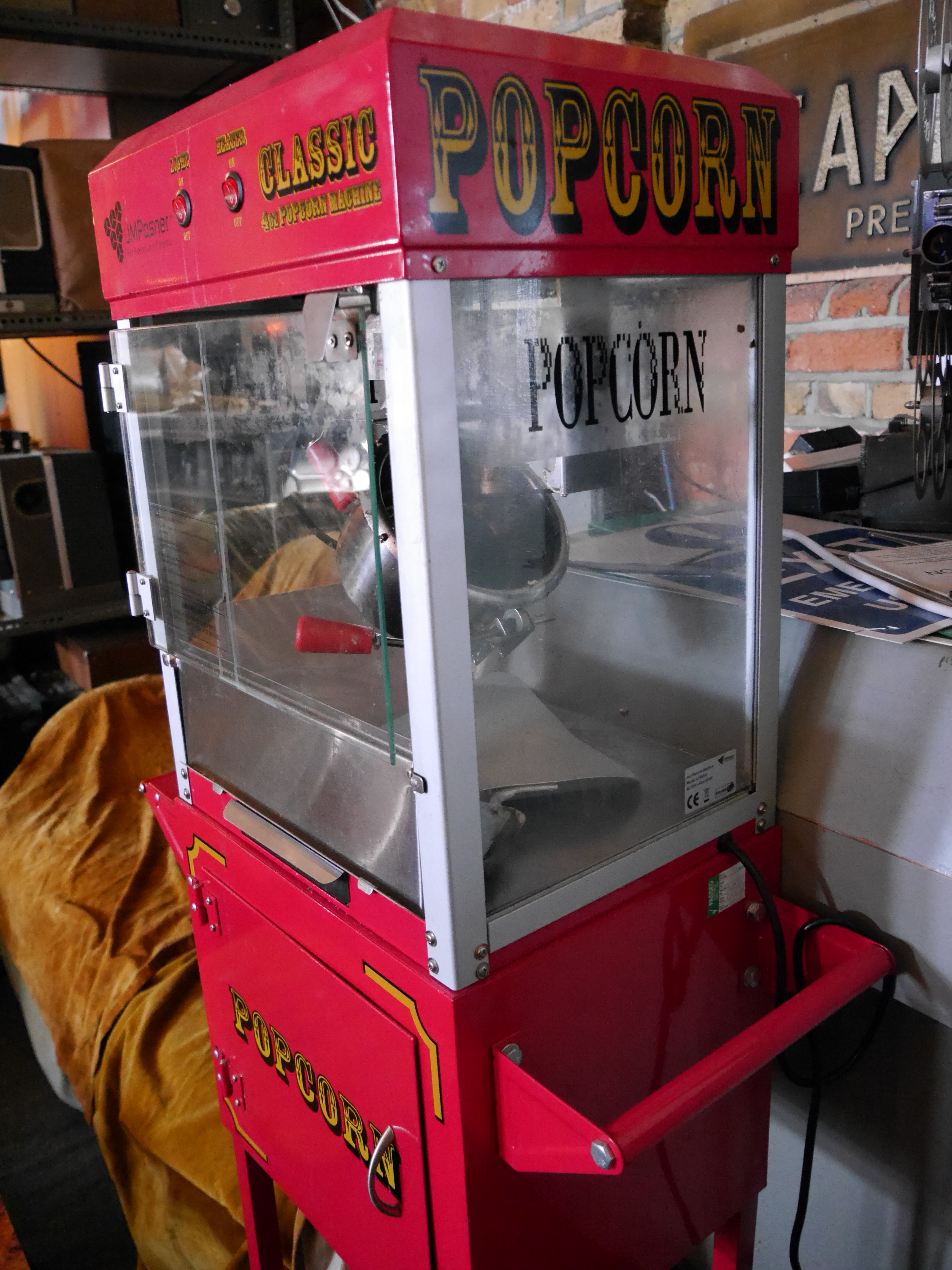
Antiga màquina de crispetes de blat de moro, Museu del Cinema (Londres)

Charles Cretors va viatjar pel mig oest, establint-se a Fort Scott, Kansas, i després a Decatur, Illinois.
Va treballar en el negoci de pintura i contractació i després va obrir una fleca i finalment una pastisseria . Per ampliar la seva oferta a la pastisseria, va comprar un torrador de cacauets, que va redissenyar per millorar-ne el funcionament. Impulsat per una petita màquina de vapor, va ser el primer torrador de cacauet automatitzat. El 1885, va traslladar la seva família a Chicago per centrar-se a vendre la seva màquina.
Per provar el seu torrador de cacauets i guanyar diners, Cretors va comprar una llicència de venedor i va col·locar la màquina a la vorera davant de la seva botiga. La data de la llicència, el 2 de desembre de 1885, marca la creació de C. Cretors & Company. Un venedor ambulant, JM Savage, es va oferir a vendre la màquina al seu territori i es va convertir en el primer venedor de Cretors. Les màquines de Cretors, en ser automatitzades, feien més previsible el funcionament; a més, la novetat de la màquina de vapor i el Tosty Rosty Man, un petit pallasso mecànic que feia de marxandatge, feia atractives les mateixes màquines.
El 1893, Cretors havia creat una màquina de vapor que podia rostir 12 lliures de cacauets i 20 lliures de cafè, crispetes de blat de moro i coure castanyes. Com que les crispetes de blat de moro s'estaven convertint en una opció popular per als aperitius, Cretors va redissenyar la seva màquina per rostir cacauets i crispetes de blat de moro alhora. Va ser la primera màquina automatitzada que podia crispetes de blat de moro de manera uniforme en els seus propis condiments, garantint un producte previsible. Cretors va sol·licitar una patent per a la seva màquina automàtica de torrador de cacauets i crispetes de blat de moro el 10 d'agost de 1891, i la patent dels EUA 506.207 es va concedir el 10 d'octubre de 1893.
Cretors va portar el seu nou vagó de crispetes i el torrador de cacauets a la meitat de l'Exposició Colombina de Chicago el 1893 i va presentar el nou producte de blat de moro al públic en una màquina de disseny recent que incloïa un vagó de crispetes.

## Variants

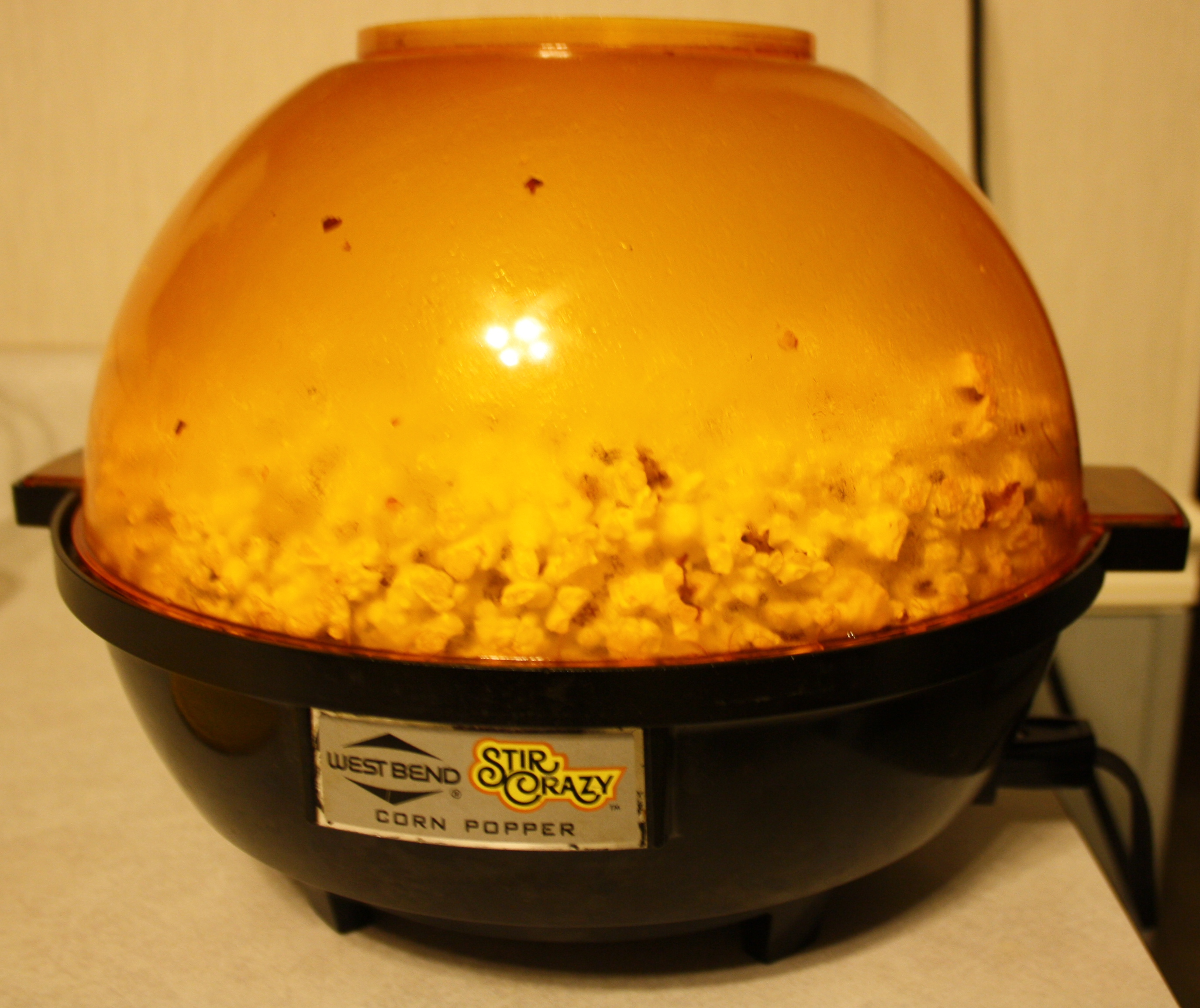
Crazy popcorn

Les olles especialitzades per a crispetes, també anomenades stove-top poppers, s'han comercialitzat amb diverses marques, com ara The Detonator, Whirley Pop, Theatre II i Sweet & Easy; tots ells són bàsicament una olla que té una pala d'agitació integrada que s'acciona girant una manovella. Això és per evitar que es cremin els grans a la part inferior i, en condicions limitades, permet als usuaris fer crispetes de blat de moro endolcides barrejant sucre directament amb els grans abans que esclatin.
El 1978, Presto va presentar el Popcorn Pumper, un popper per a ús domèstic que utilitzava aire calent que s'inflava a través dels grans. En cuinar sense oli, va reduir les calories i el greix del producte acabat. També va ser més ràpid i més fàcil que la paella.
També estan disponibles els fabricants de crispetes de blat de moro casolans, que consisteixen en una safata circular escalfada elèctricament amb un braç agitador motoritzat, on es poden col·locar blat de moro i oli, i una coberta en forma de cúpula que sovint serveix com a bol per servir.
Al voltant de 1974, Pillsbury va posar crispetes de blat de moro per a microones disponibles per a la venda en màquines expenedores ; a mesura que van augmentar les vendes de microones, el producte es va llançar als supermercats. Això va reduir la necessitat d'un aparell de cuina independent i ara més consumidors compren bosses de crispetes de blat de moro per a microones que no pas màquines domèstiques. Per millorar el sabor, la textura i la vida útil de les crispetes de blat de moro de microones preenvasades, les empreses van començar a afegir diacetil, PFOA i greixos trans als paquets, cosa que ha generat preocupació entre els consumidors conscients de la salut.

## Galeria

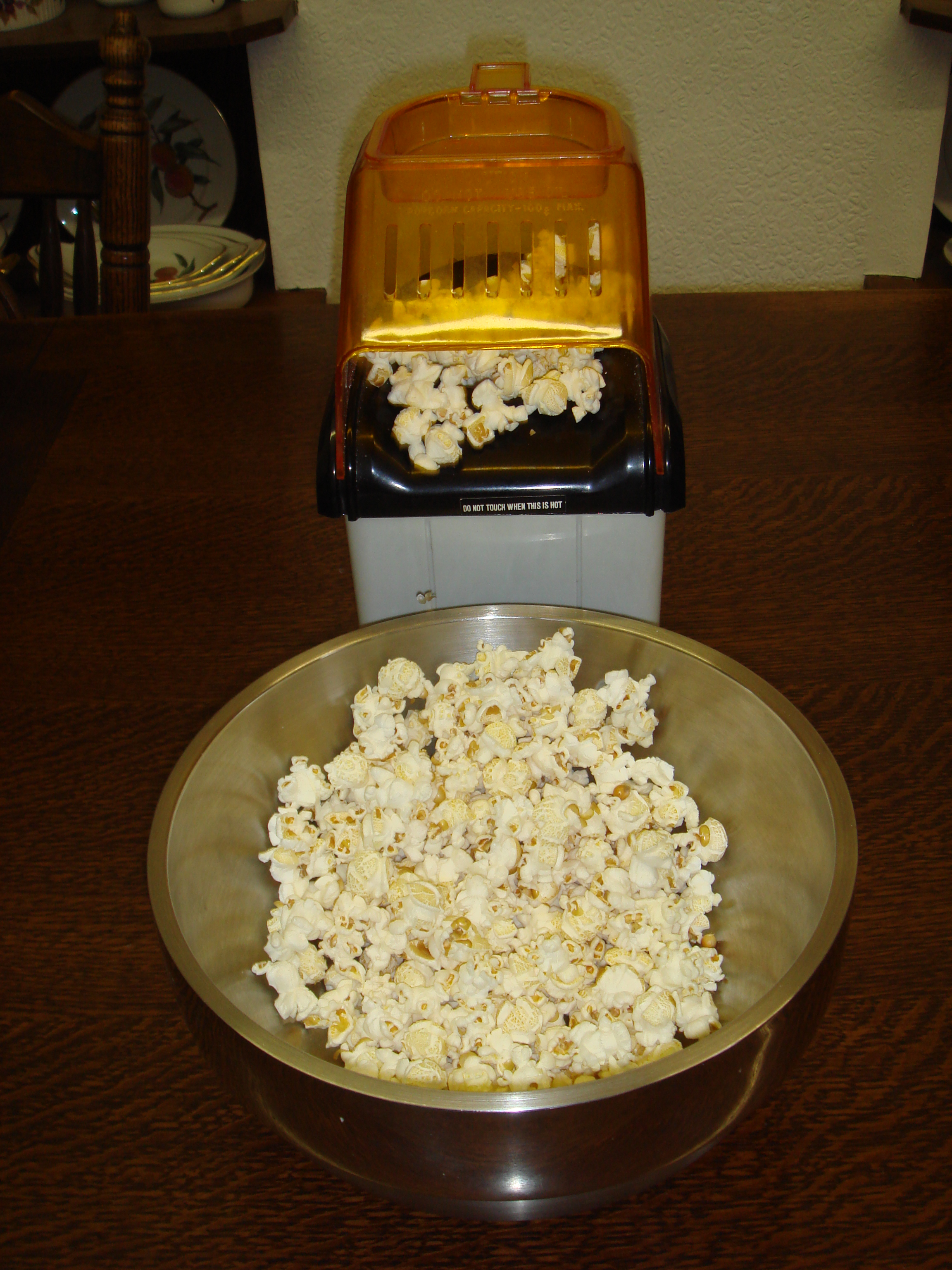
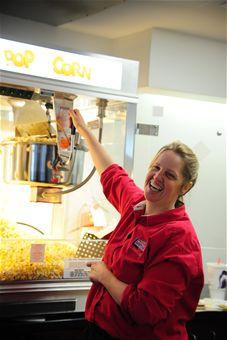
Treballadora del Servei d'Intercanvi de l'Exèrcit i de la Força Aèria fent crispetes
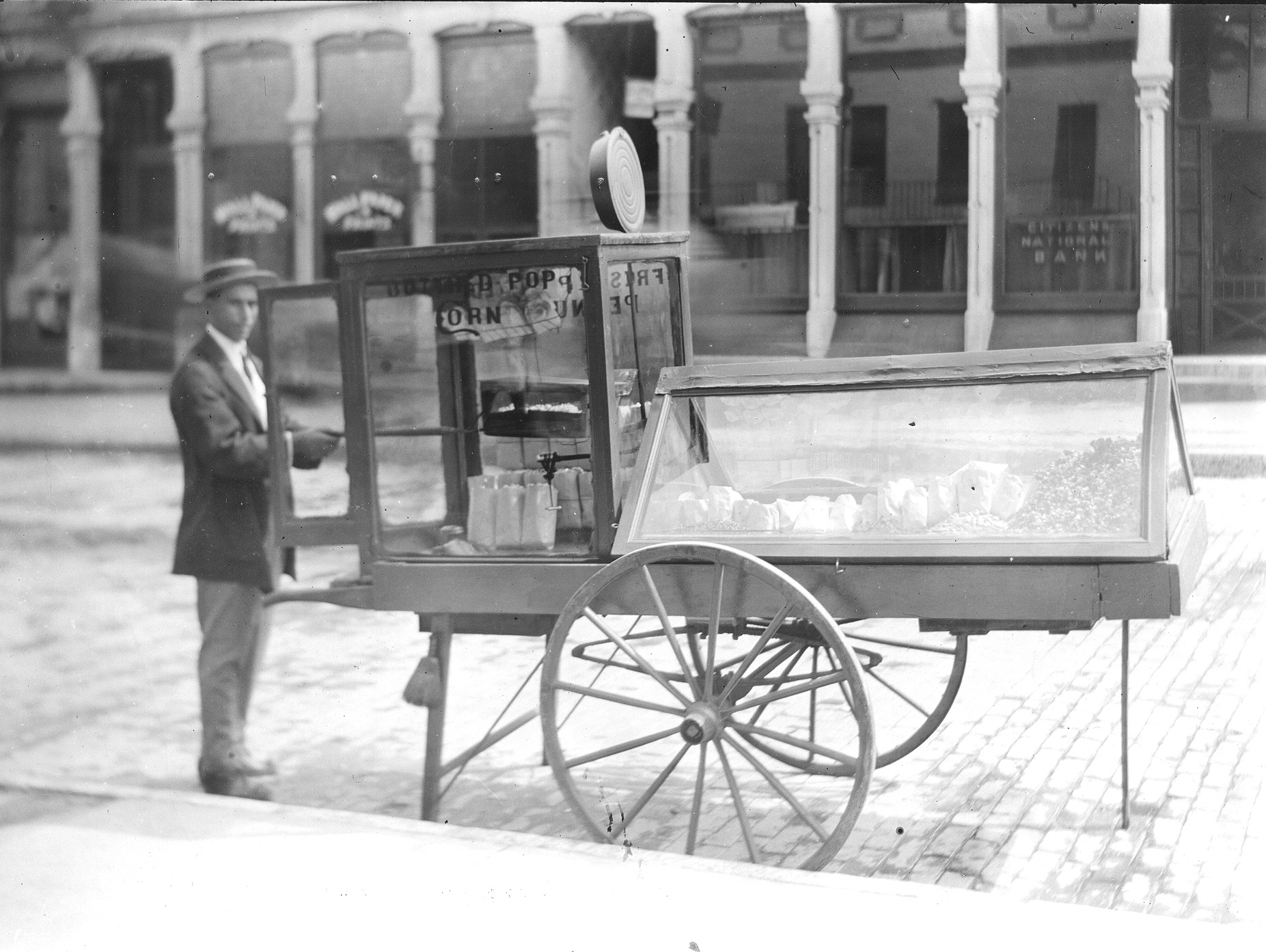
Venedor de crispetes de blat de moro a París, Illinois, l'agost de 1912
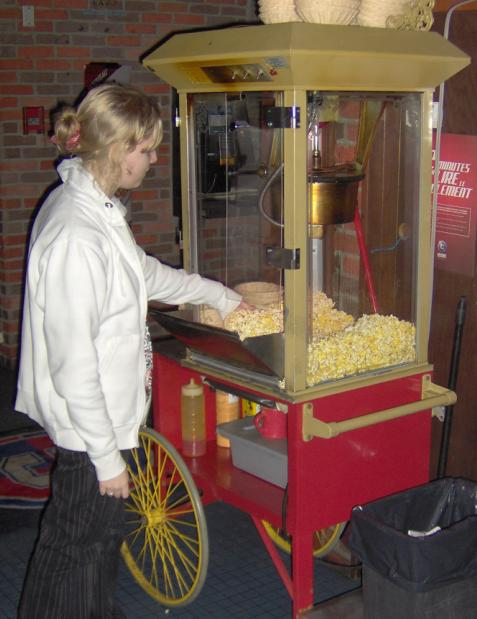
Carro de vending modern
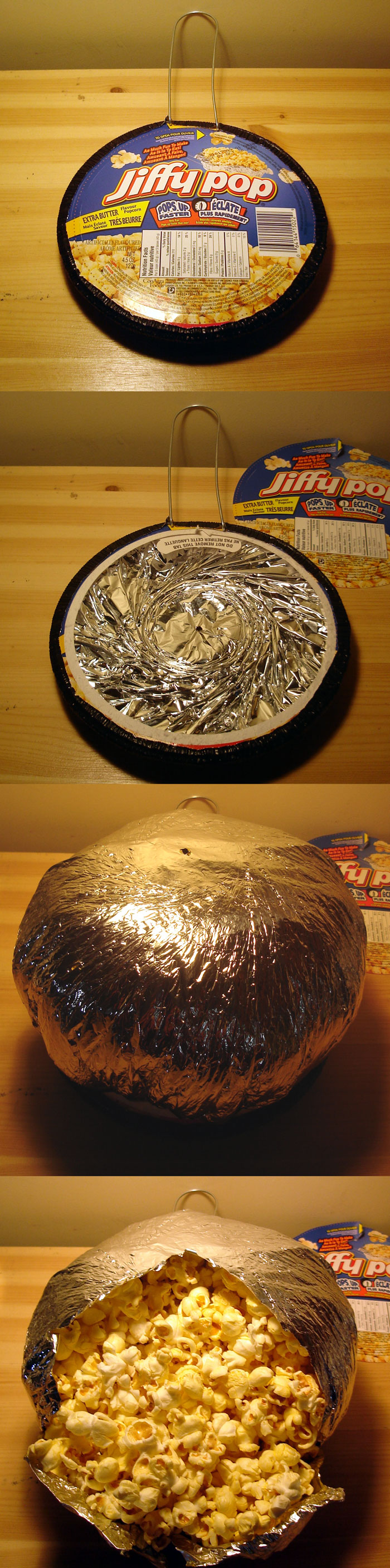
Jiffy Pop, d'un sol ús